# 試験データ保護
試験データ保護とは、新規の医薬品の安全性と効能を証明するために規制当局への提出を要する治験データを保護すること、およびジェネリック医薬品業者が自社製品の製造に当たりこのデータに頼るのを防止することである。試験データを得るには莫大な費用がかかるため、他社が費用をかけずにこのデータに頼れるようにするのは、不当な優遇である、というのが製薬会社の主張である。それに対する批判としては、この保護はジェネリックコピー品の製造に対する規制となる；医薬品の価格を上げることはないにしても、ジェネリックの競争による価格の下落を妨げることになる；貧しい人が救命のための薬品（例えば抗HIV薬、抗マラリア薬）を利用するのに費用がかかるようになる、というものがある。先進的な製薬産業のある先進国（アメリカ合衆国を含む）は、貿易相手との自由貿易協定におけるデータ保護規定（例えばDR-CAFTA：中米自由貿易協定に含まれるこのような規定）を求めてきた。
欧州委員会によれば：
「データ保護」とは、先に販売認可された業者が持つ（前）臨床試験に関するデータが保護される期間のことである。従って、販売認可に関しては、2005年10月30日（各国の手続による申請）または2005年11月20日（欧州連合手続による申請）より後に提出された販売認可申請に関しては、「データ保護」とは、その間にジェネリック薬の申請業者が先に認可された業者の情報に依拠できない8年の期間をいい、「販売保護」とは、その後ジェネリック製品が販売できるようになる10年の期間をいう。しかし、上記の期日前に提出された販売認可申請に関しては、「データ保護」という語は、ジェネリック申請業者が販売認可申請する前の、元の販売認可業者に対して認められた7年または10年の期間をいう。
この点で一つの重要な問題は、先進的製薬会社（医薬品研究開発組織）のデータ保護の問題である。経済的な立場からは、研究開発過程に費用がかかりリスクも大きい産業では、開発がより簡単で費用がかからない産業に比べて、開発の利益を実現するためにより長いデータ保護期間が必要である。
学界の一部は、医薬品データ保護が、（特許の許可あるいは知的財産の独占権に相反すると考えられている）知識の公衆への急速な拡散を不当に制限する、と主張する。彼らは、「特許の許諾は政府または裁判所により認められているにしても、データの独占はジェネリック製品の販売を妨げるから、データ保護は事実上、政府が医薬品特許に強制実施権を認めて利益を得る可能性さえ制限しかねない、医薬品特許の一種のエバーグリーニング（永続的な保護）である」と主張する。
データ保護に対するまた別の批判には、医療および研究の倫理に関するものがある。特に、ヒトを対象として同じ医薬品につき二重に臨床試験を行うのは、ヘルシンキ宣言に照らして非倫理的と考えられる。同様の意見は、一部の農薬や化粧品の試験データ保護に関しても提起されており、これにより一部の国では、試験データ保護の形で他社を排除する権利を与えるよりも、費用を分担する形が提案されている。

## ヒト用医薬品のデータ保護期間
米国：新規の医薬化学物質は5年、医薬品の新規適応は3年、生物学的製品は12年。

欧州連合：8年（販売の独占に+2年、新規適応に+1年）

日本：6年（医薬品医療機器等法による再審査期間）

中国：政府としては、世界貿易機関（WTO）加盟国に申請する場合には、医薬品に対して6年の保護期間を約束した。